# Ralf Buchheim
Ralf Buchheim (* 10. Oktober 1983 in Lebus, Kreis Seelow, DDR) ist ein deutscher Sportschütze im Wurfscheibenschießen in der Disziplin Skeet.

## Leben und Karriere
Buchheim ist Sohn von Michael Buchheim, der ihn auch neben Wilhelm Metelmann trainiert. Der Sportsoldat und ehemaliger Kaderschütze des Deutschen Schützenbundes lebt seit 2013 mit Katja Dieckow in Potsdam. Er startet für die Schützengilde Frankfurt/Oder.
Ralf Buchheim hat an den Skeet-Wettkämpfen bei zwei aufeinander folgenden Olympiaden teilgenommen. Bei den Olympischen Spielen 2012 in London wurde er Zehnter mit 118 von 125 geworfenen Wurfscheiben. Vier Jahre später bei den Olympischen Spielen 2016 in Rio de Janeiro belegte er Platz 23 mit 116 von 125 geworfenen Wurfscheiben.
2001 begann seine internationale Karriere im Juniorenbereich bei den Europameisterschaften in Zagreb, wo er Achter wurde. Ein Jahr später bei den Weltmeisterschaften in Lahti wurde er Vizeweltmeister und mit der Mannschaft, zu der auch Mark Kometer und Moritz Tüllmann gehörte, Weltmeister. Bei den Europameisterschaften 2003 in Brünn kam noch der Titel des Vizeeuropameisters mit der Mannschaft hinzu.
Schnell stieg Buchheim nach dem Wechsel ins Seniorenlager in den Nationalkader auf. Bei den Europameisterschaften 2004 in Nikosia verpasste er den Einzug ins Finale, gewann aber mit Axel Wegner und Tino Wenzel hinter den Mannschaften aus Norwegen und Italien die Bronzemedaille. Ein Jahr später konnte er mit Wegner und Wenzel erneut hinter Norwegen und Italien die Bronzemedaille im Mannschaftswettkampf gewinnen, verpasste als 21. aber erneut das Einzel-Finale. 2006 gewann Buchheim bei der EM in Maribor wiederum mit Wegner und Wenzel hinter dem russischen Team die Silbermedaille und erreichte erstmals das Einzelfinale, in dem er Fünfter wurde. Bei den Europameisterschaften 2008 in Nikosia rangierte das Mannschaftsresultat mit Rang acht erstmals außerhalb der Medaillenränge, im Einzel erreichte Buchheim erneut die Top Ten und wurde Zehnter. Auch die Europameisterschaften 2009 in Osijek brachten gute, aber keine überragenden Resultate. Mit der Mannschaft, zu der neben Wegner auch Thorsten Hapke gehörte wurde er Sechster, im Einzel 13. Schlechter verliefen die Wettbewerbe bei den Weltmeisterschaften wenige Wochen später in Maribor. Buchheim wurde in der EM-Besetzung Mannschaftszwölfter und 79. des Einzels. Ein Jahr später fand er bei den Europameisterschaften in Kasan in die Erfolgsspur zurück und gewann hinter Jan Sychra und Anthony Terras mit der Bronzemedaille seine erste internationale Einzelmedaille bei den Männern. In der Mannschaft, die mit Rang vier eine Medaille knapp verpasste, kam neben Wenzel und Wegner jedoch René Damme zum Einsatz. Bei den Weltmeisterschaften in München verpasste Buchheim als Siebter des Einzels um nur einen Rang den Einzug ins Finale, mit Wegner und Wenzel zudem in der Mannschaft mit Rang vier um erneut einen Rang eine Medaille. Beim Einzel der Europameisterschaften 2011 in Belgrad verlief der Einzelwettkampf wieder schlecht und er wurde 32. In der Mannschaft musste er sich mit Wenzel und Wegner nur Norwegen geschlagen geben und wurde erneut Vizeeuropameister. Einen Monat später fanden an selber Stelle die Weltmeisterschaften statt, bei der Buchheim Elfter des Einzels sowie mit Wenzel und Frank Cordesmeyer Mannschaftsneunter wurde. 2012 trat er bei den Europameisterschaften in Larnaka an und wurde 27. des Einzels sowie mit Wenzel und Cordesmeyer Zehnter im Mannschaftswettkampf. Im Folgejahr bei den Weltmeisterschaften in Lima verpasste er mit der Mannschaft knapp die Medaillenränge und wurde Vierter, bei der EM in Suhl wurde er Vizeeuropameister mit der Mannschaft und beim Weltcup in Al Ain gab es Bronze. Buchheim qualifizierte sich für das Weltcupfinale in Abu Dhabi, wo er Achter wurde. 2014 in Sarlospusta und 2016 in Lonato gewann er mit der Mannschaft Bronze und wurde in Lonato Dritter in der Einzelwertung.
Ralf Buchheim nahm auch an drei FISU-Universitäts-Wettkämpfen teil, bei seiner ersten Studierenden-Weltmeisterschaften 2008 in Belgrad wurde er Vierter, zwei Jahre später in Breslau FISU-Vizeweltmeister. 2011 bei den Welthochschulspielen in Shenzhen konnte er seinen Titel verteidigen. Seine letzten internationalen Wettkämpfe im Nationalkader bestritt Buchheim 2019 in Lahti und die EM in Lonato.
Ralf Buchheim ist immer noch aktiver Schütze und wurde im Zeitraum von 1999 bis 2019 fünfmal Deutscher Meister, fünfmal Vizemeister und erhielt sechsmal Bronze.